# Miloš Klátik
Miloš Klátik (* 3. September 1963 in Komárno) ist ein slowakischer lutherischer Theologe. 2006–2018 amtierte er als Generalbischof der Evangelischen Kirche A.B. in der Slowakei.

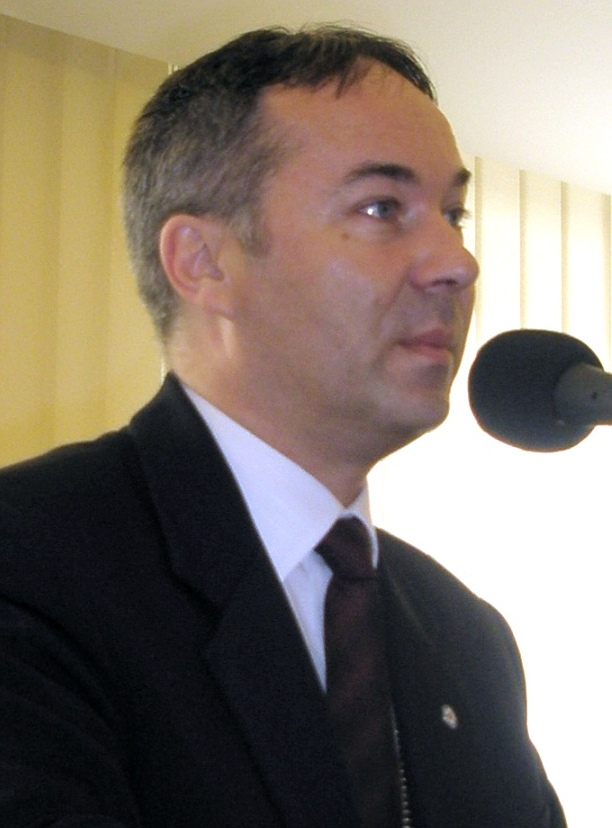
Miloš Klátik (2008)

## Leben
Klátik, ein Sohn des Pfarrers und späteren Seniors Ján Klátik, studierte nach Abitur auf dem Gymnasium von Revúca von 1981 bis 1986 Evangelische Theologie in Bratislava. Anschließend absolvierte er sein Vikariat in Ružomberok sowie Auslandsstudien in Erlangen, Berlin, Tübingen, Heidelberg, Birmingham und London. 1989 wurde er Pfarrer im Neubaugebiet Bratislava-Petržalka, wo er eine neue Kirche und ein Gemeindezentrum baute und die Gründung eines Kindergartens und einer evangelischen Grundschule initiierte. Daneben arbeitete er als Dozent für Systematische Theologie an der Evangelisch-theologischen Fakultät der Comenius-Universität Bratislava. 2003 wurde er hier aufgrund einer Dissertation über das Priestertum aller Gläubigen zum Dr. theol. promoviert. 2011 erwarb er mit einer Untersuchung über den Beitrag des Luthertums zur slowakischen Kulturgeschichte auch den philosophischen Doktorgrad an der Philosoph-Konstantin-Universität in Nitra. 2014 habilitierte er sich an der Evangelisch-theologischen Fakultät der Universität Bratislava.
2006 wurde Klátik, der schon zuvor einige Ämter auf gesamtkirchlicher Ebene innegehabt hatte, zum Generalbischof der Evangelischen Kirche A.B. in der Slowakei gewählt und 2012 in diesem Amt wiedergewählt. Er ist ferner seit 2009 Vorsitzender des Ökumenischen Rates der Kirchen in der Slowakischen Republik. Im Lutherischen Weltbund ist er seit 2010 Mitglied des Exekutivrates und seit 2011 Vorsitzender des Ausschusses für Theologie und ökumenische Beziehungen.
2013 erhielt er die Medaille des Heiligen Gorazd der Slowakischen Republik.
Am 28. Oktober 2018 wurde sein Nachfolger Ivan Eľko gewählt. Einsprüche einzelner Gemeinden gegen diese Wahl wurden im Dezember 2018 von Gerichten zurückgewiesen.

## Schriften (Auswahl)
- Die Frage nach dem Amt und dem allgemeinen Priestertum beim Neuaufbruch kirchlicher Arbeit in slowakischen Gemeinden. In: Lutherische Kirche in der Welt 41, 1994.
- Všeobecné kňazstvo pokrstených veriacich. Tranoscius, Liptovský Mikuláš 2004.
- Základy dogmatiky. UK, Bratislava 2004.
- Žilinská synoda 1610: Žilina 29.–30. 6. 2010. Zborník z teologickej vedecko-historickej konferencie ECAV na Slovensku 2010. Tranoscius, Liptovský Mikuláš 2010, ISBN 978-80-7140-342-5.
- Cestou viery. Iniciatívy evanjelikov v kultúrnych dejinách Slovenska. Tranoscius, Liptovský Mikuláš 2011.
- Michal Miloslav Hodža – Život a dielo (dt. 'Michal Miloslav Hodža – Leben und Werk'), Liptovský Mikuláš 2012
- Leonhard Stöckel – Persönlichkeitsprofil 1510 – Juni 1560. In: Testimonia Theologica, Ročník VI (2012), Č. 1, S. 25–40.
- Evangelisch in der Slowakei. Profile Positionen Perspektiven. Martin-Luther-Verlag, Erlangen 2017, ISBN 978-3-87513-193-2.